# Kosong
Kosong (Hán Việt: Cao Thành) là một huyện thuộc tỉnh Kangwon tại Cộng hòa Dân chủ Nhân dân Triều Tiên. Huyện nằm ở cực đông nam của miền Bắc, ngay phía bắc của Khu phi quân sự Triều Tiên. Trước khi kết thúc chiến tranh Triều Tiên vào năm 1953, Kosong và huyện cùng tên Goseong (do phiên âm khác nhau) thuộc Hàn Quốc ngày nay là một huyện thống nhất. Trong cải cách hành chính ở Bắc Triều Tiên, huyện được sáp nhập thêm phần phía nam của huyện Tongchon.
Kosong có địa hình chủ yếu là đồi núi, nhưng cũng có những vùng đất bằng phẳng ven biển Nhật Bản ở phía đông. Các ngọn núi trong huyện thuộc dãy núi Taebaek. Một phần của núi Kumgangsan nằm trên địa phận của huyện.
Nền kinh tế địa phương chủ yếu phụ thuộc vào nông nghiệp, mặc dù ngư nghiệp cũng đóng vai trò nhất định, cùng với thu hoạch Miyeok (một loại tảo biển) và ngọc trai. Các cây trồng chính trên địa bàn là lúa gạo, ngô, đỗ tương, lúa mì và lúa mạch. Huyện được biết đến nhiều với các nghề thủ công có nguyên liệu từ tre. Ga Kosong là điểm cuối của tuyến đường sắt Kumgangsan từ ga Anbyon, huyện không có cảng biển.
Năm 2008, dân số toàn huyện là 61.277 (28.939 nam và 32.338 nữ), trong đó dân số thành thị là 20.330 người (33,2%) và dân số nông thôn là 40.947 người (66,8%).